# Bundesparlament (Somalia)
Das Bundesparlament Somalias (somalisch Golaha Shacabka Soomaaliya, oft kurz Baarlamaanka Soomaaliya) ist das nationale Zweikammer-Parlament Somalias.
Das bikamerale Bundesparlament, welches das Föderale Übergangsparlament ersetzt, wurde im August 2012 gegründet und befindet sich in der Hauptstadt Mogadischu. Es hat zwei Kammern, darunter ein Oberhaus mit 54 Vertretern und ein Unterhaus mit 275 indirekt gewählten Abgeordneten.
Der ehemalige General der Somalischen Nationalarmee (SNA), Muse Hassan Sheikh Sayid Abdulle, wurde zum Übergangssprecher und agierenden Präsidenten ernannt.

Unterhaus des Parlaments von Somalia 2012–2016:
Daarood: 61
Dir: 61
Digil & Milif: 61
Hawiye: 61
Andere Gruppen: 31

## Parlamentsgebäude

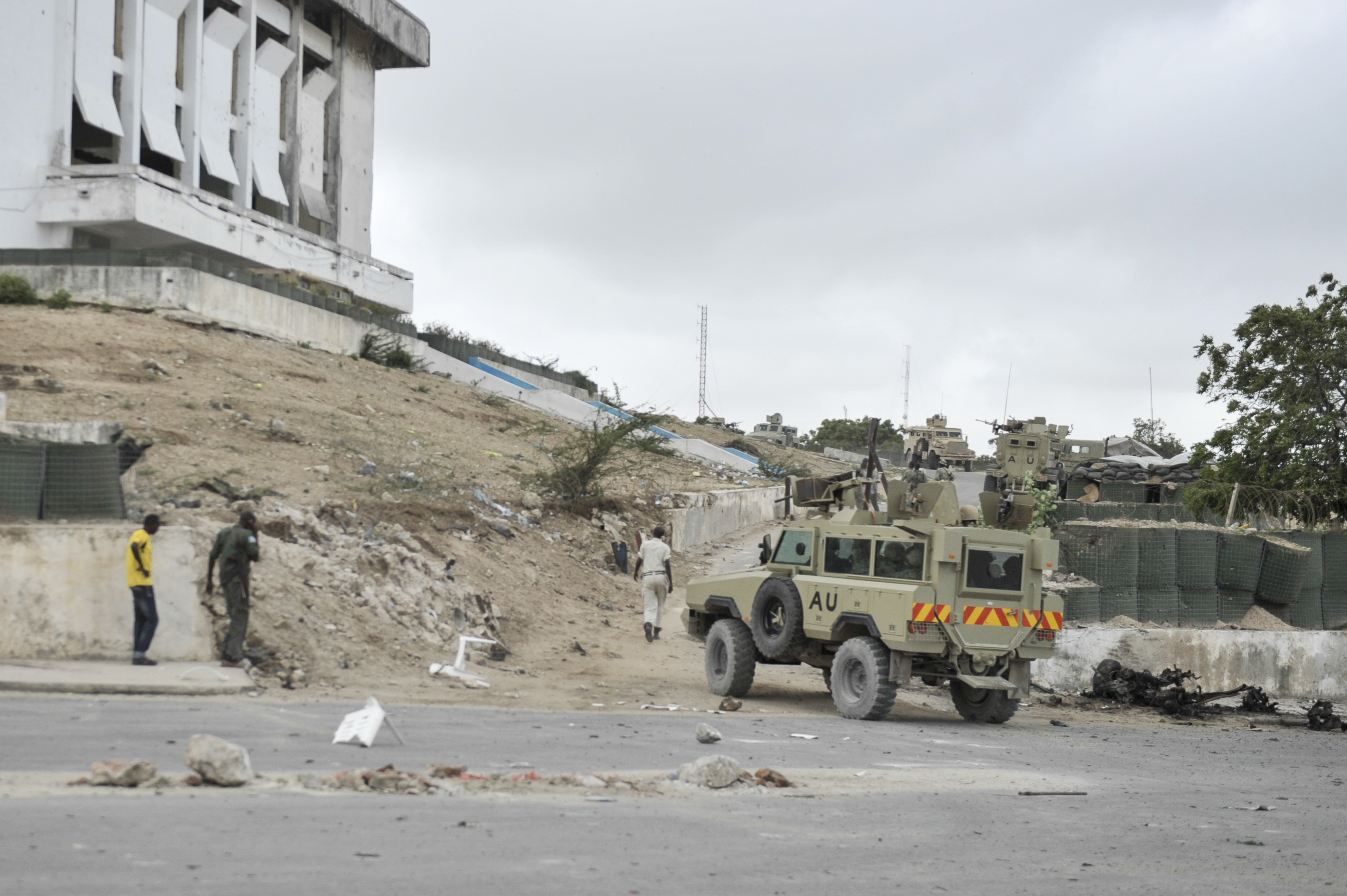
Das Parlament von Somalia, nach dem Anschlag im Mai 2014

Das Parlamentsgebäude wurde nach der Unabhängigkeit Somalias von Italien gebaut und im Jahr 1972 fertiggestellt. Es liegt in der Nähe des Präsidentenpalastes Villa Somalia.
Das Gebäude wurde während des Somalischen Bürgerkriegs mit Luftangriffen stark beschädigt. Es wurde zur Parlamentseröffnung 2012 mit türkischer Hilfe repariert.
Die Wiedernutzung wurde durch Autobombenanschläge 2014 und 2017 von der al-Shabaab Miliz stark beeinträchtigt.
Die Finanzierung eines siebenstöckigen Neubaus wurde 2018 durch die Türkei zugesichert, das neue Gebäude soll an der Stelle des abgerissenen Altbaus entstehen.